# Fjord
Fjord je potopljena ledeniška dolina, ki jo je zalilo morje. Značilnosti fjorda so strma pobočja, ki prepadno obrobljajo ozek, podolgovat zaliv. Nad fjordi so ledeniške uravnave, ki jih na Norveškem imenujejo fjel.
Dno je praviloma najplitvejše pred ustjem. Na koncu fjorda je reka, ki po slapu ali kaskadah priteka s strmega pobočja. 
Takšni zalivi so lahko dolgi več 100 kilometrov in močno razvejani. Ker fjordi nastajajo kot posledica ledeniškega delovanja, so najlepši primeri v subpolarnih območjih Zemlje. Najbolj znani in osupljivi so ob norveški obali (Trondheimski fjord, Sognefjord itd.). Obrobljajo tudi jugovzhodne obale novozelandskega Južnega otoka. Lepi primeri so tudi na Grenlandiji, na jugu Aljaske in v Patagoniji.

## Oblikovanje
Fjord je nastal, ko je najprej reka vrezala globoko strugo, nato je v času poledenitve celotno dolino napolnil ledenik in jo nato s segregacijo ledu in abrazijo žive skale v okolici izdolbel v značilni obliki črke U.  Taljenje ledu spremlja dvig zemeljske skorje, led zaradi premikanja erodira sediment (izostazija - težnja v zemeljski skorji po vzpostavitvi ravnovesja; toliko kot erozija zniža površje, približno toliko se le to spet dvigne - ali ledeniški odboj). V nekaterih primerih je ta odboj hitrejši od dviga morske gladine. Zaradi topljenja ledu se je dvignil nivo morij in zalil nastale ledeniške doline. Večina fjordov so globlji od sosednjega morja; Sognefjord na Norveškem doseže skoraj 1300 m pod morsko gladino. Fjordi imajo na splošno na ustju polico ali plitvino (skalna podlaga), ki predstavlja znižano stopnjo erozije prejšnjega ledenika in nanos končne morene.  V mnogih primerih je ta prag povzročil ekstremne tokove in velike slane brzice (glej plimovanje). Saltstraumen na Norveškem  pogosto opisujejo kot najmočnejši plimski tok na svetu. Te značilnosti razlikuje fjorde od riasov - potopljenih rečnih dolin (npr. Boka Kotorska, Limski kanal), ki jih je preplavila naraščajoča morska voda. Drammensfjorden je razrezal "greben" - peščeno moreno – pri Svelviku, ki je bil med ledeno dobo pod morsko gladino, vendar je post-glacialni dvig dosegel 60 metrov nad fjordom. 

## Značilnosti in razlike

### Hidrologija
V zimski sezoni je običajno majhen dotok sladke vode. Površinska voda in globlje vode (do 100 metrov ali več) se v zimskem času zmešajo zaradi nenehnega ohlajanja površine in vetra. V globokih fjordih je še vedno sveža voda od poletja z manjšo gostoto kot bolj slana voda ob obali. Zunanji veter, pogost v območjih fjordov v zimskem času, vzpostavlja tok na površini iz notranjih na zunanje dele. Ta tok na površini pa spet potegne gosto slano vodo od obale čez prag fjorda in v najgloblje dele fjorda. 
V času poletne sezone obstaja velik dotok rečne vode v notranja območja. Ta sladka voda se meša z morsko vodo in ustvarja plast somornice z nekoliko večjo površino kot je oceanska, ki pa vzpostavlja tok iz rečnih ustij v ocean. Ta tok je postopoma bolj slan proti obali in tik pod površinskim tokom obstaja obratni tok bolj slane vode od obale. V globljih delih fjorda je še vedno od zime preostala hladna voda in je ločena od atmosfere z brakično zgornjo plastjo. Fjordi s plitvim pragom te globoke vode ne zamenjajo vsako leto, zato je nizka koncentracija kisika v globoki vodi neprimerna za ribe in živali. V najbolj skrajnih primerih obstaja stalna ovira sladke vode na površini in fjord zamrzne, tako da ni kisika pod površino. Drammensfjorden je en primer.
Gaupnefjorden, krak Sognefjordena je močno prizadet s sladko vodo kot ledeniškim rečnim tokom. Velfjorden ima na primer majhen dotok sladke vode. 

### Koralni grebeni
Šele leta 2000 so odkrili nekaj koralnih grebenov vzdolž dna norveških fjordov.  Te grebene so našli v fjordih s severa Norveške proti jugu. Morsko življenje na grebenih je eno od najpomembnejših razlogov, zakaj je norveška obala tako radodaren ribji revir. Ker je to odkritje dokaj novo, je le malo raziskano. Grebeni so gostitelji na tisoče življenjskih oblik planktona, koral, vetrnic, rib, različnih vrst morskih psov in še veliko več. Posebej so prilagojeni življenju pod večjim pritiskom vodnega stolpa nad njim in popolne teme v globokem morju. 
Novozelandski fjordi tudi gostijo globokomorske korale, a površinski sloj temne sladke vode omogoča, da te korale rastejo v precej plitvejših vodah, kot običajno. Podvodni observatorij v Milford Sound / Piopiotahi omogoča turistom, da si jih ogledati brez potapljanja. 

### Majhni skalnati otočki
V nekaterih krajih blizu roba v smeri proti morju v območju s fjordi je led izdolbel kanale v številne in raznolike smeri, tako da je skalnata obala razdeljena na tisoče otoških čeri, nekatere večje in gorate, druge le skalnate točke, vse pa nevarne za navigacijo. To so skeri, staro nordijski izraz, in pomeni skalo v morju. 
Skeri so najpogosteje nastali na izhodu iz fjordov, kjer se potopljenim ledeniško oblikovanim dolinam pravokotno na obali pridružijo druge prečne doline v kompleksni matriki. Otoški rob Norveške je takšna skupina skerijev (imenovani skjærgård); veliko prečnih fjordov je tako vzporedno z obalo in zagotavljajo zaščiten kanal s skoraj neprekinjenim nizom goratih otokov in čeri. Taki kanali se raztezajo skoraj v celotni 1601 km dolgi obali od Stavangerja do Severnega rta na Norveškem. Blindleia je skeri zaščitena plovna pot, ki se začne v bližini Kristiansanda na jugu Norveške in se nadaljuje mimo Lillesanda. Švedska obala vzdolž Bohuslända je prav tako varovana s skeriji. Aljaški notranji prehod (Inside Passage) ima podobno pot od Seattla, Washington in  Vancouvra, Britanske Kolumbije, v Skagway na Aljaski. Še en primer skerija je prehod, ki se  razteza od Magellanovega preliva na sever 800 km daleč.

### Odcepljena jezera
Odcepljeno jezero nastane ko je staljena sladka voda ujeta za plavajočo ledeno polico. Ker je sladka voda redkejša, plava na gostejši slani vodi in je globoka toliko kot je debela ledena polica. Zamrznjena površina onemogoča vetru, da bi se vodi mešali, tvori pa tudi izoliran ekosistem.

## Etimologija
Beseda fjord prihaja iz norveščine, kjer se v različnih narečjih različno izgovarja in lahko v splošnem pomeni vsakršno dolgo, ozko vodno telo, morski rokav oziroma kanal.
Staronordijski samostalnik fjǫrðr pomeni 'vodno telo, podobno jezeru, ki se uporablja za prehod in prevoz'. Beseda izhaja iz pragermanske oblike *ferþuz, ki ima še starejši, indoevropski izvor (ide. *pertús iz korena *por/*per). Iz iste indoevropske osnove izvira tudi latinska beseda portus 'pristanišče, luka'.
Iz staronordijske oblike fjǫrðr izvirajo sorodne germanske besede: islandsko fjörður, švedsko fjärd, škotsko firth. V nemščino je bila nordijska beseda fjǫrðr sprejeta kot förde, kar se uporablja za ozke dolge zalive v deželi Schleswig-Holstein, v angleščino pa kot firth 'fjord, rečno ustje'. Angleška beseda ford, nemška Furt, nizkonemška Ford ali Vörde, nizozemska voorde izvirajo iz pragermanske *furduz, ki se je razvila iz stranskosklonske oblike *pr̥téw- indoevropske osnove *pertu- v pomenu 'prehod'. Besede Fjord/firth ter Förde/ford/Furt/ Vörde/Voorde so sorodne z germanskim samostalnikom 'potovanje' (nemško Fahrt, staronordijsko ferð, švedsko färd) in glagolom 'potovati' (nizozemsko varen, nemško fahren).

## Lažni fjordi
Razlike v uporabi med angleščino in skandinavskimi jeziki je prispevala k zmedi pri uporabi izraza fjord. Vodna telesa, ki so jasno fjordi v skandinavskih jezikih se ne štejejo za fjorde v angleškem jeziku; podobno vodna telesa, ki seveda ne bi bila fjordi v skandinavskem smislu so poimenovali ali predlagali poimenovanje fjord. Primeri te zmede so:
Kotorski zaliv v Črni gori nekateri imenujejo fjord, vendar je v resnici potopljen kanjon reke ali rias. Podobno velja za Limski zaliv in zaliv Raša v Istri, Hrvaška, ki ga včasih imenujejo »Lim fjord«, čeprav dejansko ni fjord kot posledica ledeniške erozije, ampak rias reke Pazinčice. Hrvati mu pravijo Limski kanal.
V danskem jeziku je vsak zaliv imenuje fjord, vendar noben ni fjord v geološkem smislu. Limfjorden v angleški terminologiji je morski rokav (sound), saj ločuje severni jutlandski otok (Vendsyssel-Thy) od ostalega Jutlanda. Ringkøbing fjord na zahodni obali Jyllanda je laguna. Dolgi ozki »fjordi« danskega Baltskega morja tako kot nemške Förden je skopali led, ki se je gibal od morja ob kopnem, medtem ko je fjorde v geološkem smislu izkopal ledenik, ki se je gibal od gora do morja.
Fjordi v regiji Finnmark (Norveška), ki so fjordi v skandinavskem pomenu besede, so po mnenju nekaterih, lažni fjordi.  Čeprav ledeniško oblikovani, večina finnmarkških fjordov nima strmih enostranskih dolin južnejših norveških fjordov, saj je bil ledeniški pokrov dovolj globok, da je zajel tudi visoka zemljišča, ko so nastala. Oslofjord na drugi strani pa je razklana dolina in ne ledeniško oblikovana.
V  Acapulcu v Mehiki je calanques - ozek, kamnit zaliv na zahodni strani mesta, kjer so znameniti klifi iz katerih skačejo v vodo, opisan v mestni turistični literaturi kot fjord.

## Sladkovodni fjordi
Nekatera norveška sladkovodna jezera, ki so nastala v dolgih od ledu izklesanih dolinah, ki jih zapira terminalna morena, sledijo konvenciji norveškega poimenovanja; imenujejo jih fjordi. Takšne oblike morene, ki zapirajo izstopne ožine med jezerom in slano vodo fjorda, so v norveščini imenovane »eid«, kot je krajevno ime Eidfjord. Med največjimi na Norveškem je Tyrifjorden na 63 metrih nadmorske višine, s povprečno globino 97 metrov, večina jezera je pod morsko gladino. Največje norveško jezero Mjøsa je med domačini znano tudi kot »fjord«.  Drug primer je sladkovodni fjord Movatnet (jezero Mo), ki je bilo do leta 1743 ločeno od Romarheimsfjorden z ožino, je povezano s kratko reki. V poplavi novembra 1743 se je struga znižala in morska voda ob plimi lahko teče v jezero. Sčasoma je Movatnet postal slana voda in se preimenoval v Mofjorden.  Kot fjordi, so  sladkovodna jezera pogosto globoka. Na primer Hornindalsvatnet je globok vsaj 500 metrov in vode v povprečju potrebuje 16 let, da steče skozi jezero.  Takšna jezera ustvarjena z ledeniškim delovanjem imenujemo tudi fjordna jezera ali z moreno zajezena jezera. 
Nekatere od teh jezer so bila po ledeni dobi slana, kasneje pa odrezani od oceana zaradi post-ledeniškega odboja. Na koncu ledene dobe je bila vzhodna Norveška okoli 200 metrov nižja. Ko je pokrov ledu popustil in dovolil oceanu zapolniti doline in nižine, so jezera, kot Mjøsa in Tyrifjorden bila del oceana, medtem ko je bila dolina Drammen ozek fjord. V času Vikingov je Drammensfjord še vedno 4 ali 5 metrov višja kot je danes in je dosegel mesto Hokksund, medtem ko je del tega, kar je zdaj mesto Drammen bilo pod vodo.  Nekatere morske ribe ujete v jezerih, ki so bili prvotno del slanega fjorda, so postopoma postale sladkovodne ribe, kot je jezerska zlatovščica.  Nekateri sladkovodni fjordi kot je Slidrefjord so nad morsko mejo.
Zunaj Norveške, so tri zahodne veje novozelandskega jezera Te Anau imenovana Severni fjord, Srednji in Južni fjord. Še en sladkovoden »fjord« v večjem jezeru je Western Brook Pond, v narodnem parku Gros Morne v Novi Fundlandiji; je pogosto opisan kot fjord, a je pravzaprav sladkovodno jezero odrezano od morja. Jezero Okanagan je prvo severnoameriško jezero, ki je bilo tako opisano leta 1962.  Dno je erodirano do 650 m pod morsko gladino, kar je 2.000 m pod okoliško regionalno topografijo.  Fjordna jezera so pogosta na notranjih pašnikih Coast Mountains (Obrežno gorovje) in Cascade Range (Kaskadno gorovje), izstopajo predvsem jezero Chelan, Seton, Chilko in Atlin. Jezero Kootenay, Slocan in drugi v porečju reke Kolumbija so tudi fjordi po naravi in so nastala v poledenitvi na enak način. Ob obali Britanske Kolumbije je znano fjord-jezero Owikeno, ki je podaljšek sladkovodnega Rivers Inlet. Za jezero Quesnel, ki se nahaja v središču Britanske Kolumbije trdijo, da je najgloblje fjordno jezero na Zemlji.

### Velika jezera
Edinstvena družina sladkovodnih fjordov so zalivi severnoameriških Velikih jezer. Baie Fine se nahaja na severozahodni obali zaliva Georgienne ob Huronskem jezeru v Ontariu in Huronski zaliv, ki se nahaja na južni obali jezera Superior v Michiganu

## Lokacije
Glavne gorske regije, kjer se nahajajo fjordi so v višjih srednjih in visokih zemljepisnih širinah, ki znašajo 80 ° N (Svalbard, Grenlandijo), kjer se je v ledeni dobi, veliko dolinskih ledenikov spustilo do takrat nižje nadmorske višine. Fjordi so se najboljše razvili v gorskih verigah, proti katerim so pihali prevladujoči zahodni morski vetrovi, ki so se orografsko dvigali nad gorska območja, kar je povzročalo obilne snežne padavine za hrano ledenikov. Zato so obale, ki imajo najbolj izrazite fjorde, zahodna obala Norveške, zahodna obala Severne Amerike, jugozahodna obala Nove Zelandije in zahodna in jugozahodna obala Južne Amerike.

### Glavne poledenele regije
- Zahodna obala Evrope
  - Ferski otoki
  - Vestfirðir, Islandija
  - Austurland, Islandija
  - Norveška, celotna obala, vključno s Spitsbergi
  - Zaliv Kola, Rusija
- Zahodna obala Nove Zelandije
  - Fiordland, jugozahodno od Južnega otoka
- Severozahodna obala Severne Amerike
  - Obala Aljaske, ZDA: Kanal Lynn, Glacier Bay, itd.
  - Obala Britanske Kolumbije, Kanada: od meje z Aljasko, vzdolž Portlandskega kanala do Indian Arm; Kingcome Inlet je tipičen zahodno-obalni fjord.
  - Kanal Hood v Washingtonu, ZDA in različni kraki Puget Sound
- Severovzhodna obala Severne Amerike
  - Labrador: Saglek fjord (Torngat Mountains National Park Reserve), Nachvak fjord, Hebron fjord
  - Vzhodna obala Ungava Bay. Severni Quebec
  - Grenlandija: Kangerlussuaq, Ilulissat Icefjord, Scoresby Sund
  - Saguenay fjord, Quebec[19]
- Čile
  - Zona Austral, zahodna Patagonija, Čile

### Druge poledenele ali so bile prej poledenele regije
Druge regije, ki imajo fjorde, vendar mnogo manj izrazite zaradi bolj omejene izpostavljenosti zahodnim vetrovom in manj izrazitega reliefa. Področja so
- Evropa
  - Irska
    - Lough Swilly
    - Carlingford Lough
    - Killary Harbour

  - Rusija
    - Zaliv Oba

  - Škotska (kjer jih imenujejo firth; loch ali sea loch. Pomembni primeri so:
    - Loch Long
    - Loch Fyne - najdaljši škotski fjord s 65 km.
    - Loch Etive

  - Švedska
    - Gullmarsfjorden, v Bohuslänu.
- Severna Amerika
  - Kanada:
    - zahodna in južna obala Nove Fundlandije, posebej:
      - Zaliv Facheux, Nova Fundlandija in Labrador
      - Zaliv Bonne, narodni park Gros Morne
      - Aviron Bay, La Hune Bay, Bay de Vieux, White Bear Bay, Baie d'Espoir, La Poile Bay, Bay Le Moine

    - Kanadski arktični arhipelag, posebej:
      - Otok Ellesmere
      -  Baffinov otok

  - Grenlandija
    - Scoresby Sund, največji fjord na svetu
    - Kangerlussuaq ali Søndre Strømfjord
    - Otok Disko
    - Ilulissat fjord, najbolj produktiven ledeni fjord na svetu.

  - Združene države Amerike:
    - Somes Sound, Narodni park Acadia, Maine
    - reka Hudson
      -  Palisade

    - Puget Sound
- Južna Amerika
  - Čile:
    - Patagonija

  - Argentina:
    - Otok Estados
- Arktika
  - Arktični otoki
    - predvsem Novaya Zemlya
- Antarktika
  - South Georgia in otoki South Sandwich (VB)
  - Otočje Kerguelen (Francija)
  - predvsem Antarktični polotok
- Sub-Antarktični otoki

### Ekstremni fjordi
Najdaljši fjordi na svetu so:
1. Scoresby Sund na Grenlandiji — 350 km[20][21]
2. Greely Fiord/Tanquary Fiord v Kanadi — 230 km (Obstajata dve različni Wikipedia strani za ta fjorda in nobeden od njiju ne omenja dolžine, navedene tukaj)
3. Sognefjord na Norveškem —204 km

Najbolj globoki fjordi so :
1. Skelton Inlet na Antarktiki —1933 m
2. Sognefjord na Norveškem —1308 m (gore nad njim se dvigajo 1000 m visoko)
3. Kanal Messier v Čilu —1288 m

## Fjordi v popularni kulturi
Fjordhest imenovan tudi fjording je zelo stara norveška pasma konj, ki se je razvila na zahodu Norveške. Velja za norveškega nacionalnega konja.
Slartibartfast, izmišljen lik v romanu serije Štoparski vodnik po galaksiji, angleškega pisatelja  Douglasa Adamsa, ki je odgovoren za nastanek norveških fjordov.
V angleški komediji skupine Monty Python je govor o mrtvem papagaju, ki ga Michael Palin, John Cleese imenujeta "norveški modri papagaj" (Norsk blå papagøye), ki da preprosto ni mrtev, ampak »samo vene za fjorde«.